# Tennis als Jocs Olímpics d'estiu de 2020 − Dobles mixts
La competició de dobles mixts fou una de les cinc proves del programa de tennis als Jocs Olímpics de Tòquio de 2020. La prova es va realitzar entre els dies 28 de juliol i l'1 d'agost de 2021 en el recinte Ariake Coliseum de Tòquio, sobre el tipus de superfície dura. Hi participaren 16 parelles de tennistes.
La parella russa formada per Anastassia Pavliutxénkova i Andrei Rubliov van derrotar els seus compatriotes Ielena Vesninà i Aslan Karatsev en al final per repartir-se les dues medalles principals. Els australians Ashleigh Barty i John Peers van aconseguir la medalla de bronze gràcies a la renúncia de la parella sèrbia en la final de consolació.

## Calendari
| Juliol        | Juliol          | Juliol     | Juliol              | Agost |
| 28            | 29              | 30         | 31                  | 1     |
| 11:00         | 11:00           | 11:00      | 12:00               | 12:00 |
| ------------- | --------------- | ---------- | ------------------- | ----- |
| Primera ronda | Quarts de final | Semifinals | Final de consolació | Final |

## Classificació
| Posició | Nom                                      | Delegació |
| ------- | ---------------------------------------- | --------- |
| Or      | Anastassia Pavliutxénkova Andrei Rubliov | Rússia    |
| Plata   | Ielena Vesninà Aslan Karatsev            | Rússia    |
| Bronze  | Ashleigh Barty John Peers                | Austràlia |
| 4       | Nina Stojanović Novak Đoković            | Sèrbia    |
| 5       | Iga Świątek Łukasz Kubot                 | Polònia   |
| 5       | Laura Siegemund Kevin Krawietz           | Alemanya  |
| 5       | Ena Shibahara Ben McLachlan              | Japó      |
| 5       | Maria Sakkari Stéfanos Tsitsipàs         | Grècia    |

## Caps de sèrie
| 1. Kristina Mladenovic / Nicolas Mahut (FRA) (1a ronda) 2. Maria Sakkari / Stéfanos Tsitsipàs (GRE) (quarts de final) 3. Bethanie Mattek-Sands / Rajeev Ram (USA) (1a ronda) 4. Anastassia Pavliutxénkova / Andrei Rubliov (RUS) (campions) |

## Quadre
Llegenda
| Q = Classificat/da fase prèvia WC = Invitació (Wild Card) LL = Perdedor/a afortunat/da (Lucky Loser) | Alt = Suplent (Alternate) SE = Exempció especial (Special Exempt) RP = Rànquing protegit | w/o = No presentat (Walkover) r = Retirat d = Desqualificat |

| Vuitens de final | Vuitens de final                         | Vuitens de final | Vuitens de final | Vuitens de final |  |   | Quarts de final                  | Quarts de final                | Quarts de final | Quarts de final | Quarts de final |  |  | Semifinals | Semifinals                       | Semifinals | Semifinals | Semifinals |  |  | Final                         | Final                            | Final               | Final               | Final               |                     |                     |
|                  |                                          |                  |                  |                  |  |   |                                  |                                |                 |                 |                 |  |  |            |                                  |            |            |            |  |  |                               |                                  |                     |                     |                     |                     |                     |
| 1                | Kristina Mladenovic Nicolas Mahut        | 4                | 2                |                  |  |   |                                  |                                |                 |                 |                 |  |  |            |                                  |            |            |            |  |  |                               |                                  |                     |                     |                     |                     |                     |
|                  | Ielena Vesninà Aslan Karatsev            | 6                | 6                |                  |  |   |                                  | Ielena Vesninà Aslan Karatsev  | 6               | 6               |                 |  |  |            |                                  |            |            |            |  |  |                               |                                  |                     |                     |                     |                     |                     |
| Alt              | Fiona Ferro P-H. Herbert                 | 3                | 63               |                  |  |   | Iga Świątek Łukasz Kubot         | 4                              | 4               |                 |                 |  |  |            |                                  |            |            |            |  |  |                               |                                  |                     |                     |                     |                     |                     |
|                  | Iga Świątek Łukasz Kubot                 | 6                | 7                |                  |  |   |                                  |                                |                 |                 |                 |  |  |            | Ielena Vesninà Aslan Karatsev    | 7          | 7          |            |  |  |                               |                                  |                     |                     |                     |                     |                     |
| 3                | B. Mattek-Sands Rajeev Ram               | 4                | 7                | [8]              |  |   |                                  |                                |                 |                 |                 |  |  |            | Nina Stojanović Novak Đoković    | 64         | 5          |            |  |  |                               |                                  |                     |                     |                     |                     |                     |
|                  | Laura Siegemund Kevin Krawietz           | 6                | 5                | [10]             |  |   |                                  | Laura Siegemund Kevin Krawietz | 1               | 2               |                 |  |  |            |                                  |            |            |            |  |  |                               |                                  |                     |                     |                     |                     |                     |
|                  | Nina Stojanović Novak Đoković            | 6                | 6                |                  |  |   | Nina Stojanović Novak Đoković    | 6                              | 6               |                 |                 |  |  |            |                                  |            |            |            |  |  |                               |                                  |                     |                     |                     |                     |                     |
|                  | Luisa Stefani Marcelo Melo               | 3                | 4                |                  |  |   |                                  |                                |                 |                 |                 |  |  |            |                                  |            |            |            |  |  |                               | Ielena Vesninà Aslan Karatsev    | 3                   | 7                   | [11]                |                     |                     |
|                  | Iaroslava Xvédova Andrey Golubev         | 3                | 63               |                  |  |   |                                  |                                |                 |                 |                 |  |  |            |                                  |            |            |            |  |  | 4                             | A. Pavliutxénkova Andrei Rubliov | 6                   | 6⁵                  | [13]                |                     |                     |
| ITF              | Ena Shibahara Ben McLachlan              | 6                | 7                |                  |  |   | ITF                              | Ena Shibahara Ben McLachlan    | 5               | 7               | [8]             |  |  |            |                                  |            |            |            |  |  |                               |                                  |                     |                     |                     |                     |                     |
|                  | Darija Jurak Ivan Dodig                  | 6                | 4                | [9]              |  | 4 | A. Pavliutxénkova Andrei Rubliov | 7                              | 60              | [10]            |                 |  |  |            |                                  |            |            |            |  |  |                               |                                  |                     |                     |                     |                     |                     |
| 4                | A. Pavliutxénkova Andrei Rubliov         | 5                | 6                | [11]             |  |   |                                  |                                |                 |                 |                 |  |  | 4          | A. Pavliutxénkova Andrei Rubliov | 5          | 6          | [13]       |  |  |                               |                                  |                     |                     |                     |                     |                     |
|                  | Ashleigh Barty John Peers                | 6                | 7                |                  |  |   |                                  |                                |                 |                 |                 |  |  |            | Ashleigh Barty John Peers        | 7          | 4          | [11]       |  |  | Final de consolació           | Final de consolació              | Final de consolació | Final de consolació | Final de consolació | Final de consolació | Final de consolació |
|                  | Nadia Podoroska Horacio Zeballos         | 1                | 63               |                  |  |   |                                  | Ashleigh Barty John Peers      | 6               | 4               | [10]            |  |  |            |                                  |            |            |            |  |  |                               |                                  |                     |                     |                     |                     |                     |
|                  | Gabriela Dabrowski Félix Auger-Aliassime | 3                | 4                |                  |  | 2 | Maria Sakkari Stéfanos Tsitsipàs | 4                              | 6               | [6]             |                 |  |  |            |                                  |            |            |            |  |  | Nina Stojanović Novak Đoković |                                  |                     |                     |                     |                     |                     |
| 2                | Maria Sakkari Stéfanos Tsitsipàs         | 6                | 6                |                  |  |   |                                  |                                |                 |                 |                 |  |  |            |                                  |            |            |            |  |  |                               | Ashleigh Barty John Peers        | w/o                 |                     |                     |                     |                     |